# نوري شاهين
نوري شاهين (بالألمانية: Nuri Şahin)‏ (مواليد 5 سبتمبر 1988) لاعب كرة قدم تركي لعب مع نادي فيردر بريمن الألماني والمنتخب التركي. يدرب الان فريق بروسيا دورتموند

## السيرة الذاتية
ولد نوري شاهين في مدينة لودينشايد التي تقع في ألمانيا الغربية وعلى أساسه فهو حامل للجنسيتين التركية والألمانية ولكن عشقه لبلده الأصلي فضل أن يكون تركيًا على صعيد المنتخبات وهو ما دفعه لأن يكون واحد من أصغر النجوم الذين مروا على تاريخ المنتخب التركي وهو مسلم.
عندما بلغ عمره 16 عام و335 يوم سجل مشاركته الأولى كأصغر لاعب في تاريخ الدوري الألماني.
المدرب الذي قام بتصعيده للفريق الأول في دورتموند هو الهولندي بيرت فان مارفيك؛ فعندما ترك الفريق في 2007 متوجهًا لفينورد روتردام الهولندي طلب من الإدارة التعاقد مع نوري شاهين لمدة عام على سبيل الإعارة وهو ما تم بالفعل بسبب عدم حصول اللاعب على فرصة للعب من خلال تشكيل يضم نجوم مثل البرازيلي تينجا والألماني سيباستيان كيل.
عاد نوري بعد نهاية الإعارة إلى دورتموند فأقتنص فرصة ذهبية بإصابة البرازيلي تينجا ومنذ ذلك الحين أصبح نوري واحد من ركائز التشكيل الأساسي في دورتموند ثم عزز موقفه بعد ذلك إصابة القائد سبيستيان كيل وهو ما ذهب بالصغير لأن يحمل شارة القيادة في سن الـ19 عام وقام مدرب الفريق الجديد يورغن كلوب في مطلع موسم 2008-2009 بتثبيته تمامًا في تشكيل الفريق.
بعد تألقه الأول مع بوروسيا دورتموند بعد صعوده للفريق الأول انضم نوري لمنتخب تركيا تحت 17 عام في كأس العالم 2005 والتي اقيمت في أمريكا الجنوبية وفي بيرو تحديدًا وكانت بداية مشرفة دوليًا حيث فاز بجائزة الكرة البرونزية وحصد المركز الرابع مع المنتخب التركي.
انضم للمنتخب الأول التركي لأول مرة في 2005 وشارك في مباراة ودية في 8 أكتوبر أمام المنتخب الألماني اقيمت في إسطنبول التركية وسجل خلالها شاهين الهدف الذهبي والأغلى في حياته وأصبح أصغر لاعب كذلك يسجل للمنتخب التركي في التاريخ.
كل هذه المعطيات وتكرار كلمة الأصغر في التاريخ جعلت من اللاعب هدفًا للأندية الكبرى في أوروبا خاصة التي تهتم بالمواهب الصغيرة مثل الأرسنال والذي طلب اللاعب بشدة.
إلا أن نادي ريال مدريد الإسباني استطاع خطف هذا النجم والحصول على توقيعه للعب ست سنوات وذلك في التاسع من ايار عام 2011
إلا أن نادي ليفربول الأنجليزي قام باستعارة هذا النجم في شهر سبتمبر 2012 حتى يناير 2013
وأنتقل مره أخرى بنظام الإعارة لـ بوروسيا دورتموند في يناير 2013 حتى يونيو 2014 وقام بوروسيا دورتموند بخيار الشراء وتم التعاقد معه حتى 2017

## روابط خارجية
- نوري شاهين على موقع الاتحاد الدولي (مؤرشف)  (الإنجليزية)
- نوري شاهين على موقع الاتحاد الأوربي (الإنجليزية)
- نوري شاهين على موقع اتحاد تركيا (لاعب) (الإنجليزية)
- نوري شاهين على موقع اتحاد تركيا (مدرب) (الإنجليزية)
- نوري شاهين على موقع إي إس بي إن إف سي (الإنجليزية)
- نوري شاهين على موقع قاعدة بيانات كرة القدم.إي يو (الإنجليزية)
- نوري شاهين على موقع بيانات كرة القدم. دي إي (الألمانية)
- نوري شاهين على موقع ليكيب (الفرنسية)
- نوري شاهين على موقع ناشيونال فوتبول تيمز (الإنجليزية)
- نوري شاهين على موقع Soccerway.com (الإنجليزية)